# Редкар-энд-Кливленд

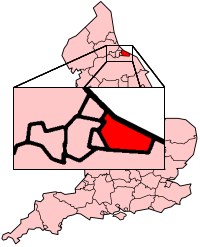
Редкар и Кливленд на карте Англии

Редкар-энд-Кли́вленд (англ. Redcar and Cleveland) — унитарная административная единица на северо-востоке церемониального графства Норт-Йоркшир. Административный центр — город Редкар (англ.).

## История
Образована 1 апреля 1996 года путём преобразования в унитарную единицу и перехода в церемониальное графство Северный Йоркшир района Редкар и Кливленд бывшего неметропольного графства Кливленд (en:Local Government Commission for England (1992)). Занимает площадь 245 км², омывается с северо-востока Северным морем, граничит на востоке и юге с неметропольным графством Северный Йоркшир, на западе с унитарной единицей Мидлсбро и церемониальным графством Дарем. На территории унитарной единицы проживают 139 132 человек, при средней плотности населения 568 чел./км² (2001 год). Крупнейший город — Редкар (население - 36 тыс. чел.).
Совет унитарной единицы Редкар-энд-Кливленд состоит из 59 депутатов, избранных в 22 округах. В результате последних выборов 32 места в совете принадлежат лейбористам.

## Состав
В состав унитарной единицы входят 4 города:
- Гисборо (англ.)
- Лофтус (англ.)
- Редкар (англ.)
- Эстон (англ.)

и 3 общины (англ. civil parish):
- Локвуд (англ.)
- Скелтон энд Броттон (англ.)
- Солтберн, Марск энд Нью Марск (англ.)